# اس‌اس-ان-۲۲

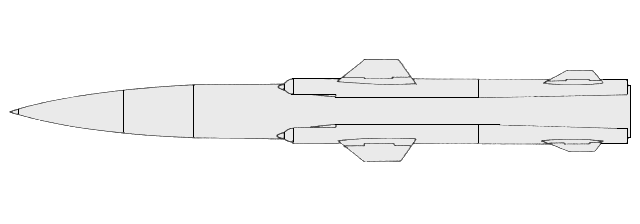
نمایی از طرح موشک اس اس-ان-۲۲ سان بِرن

اس اس-ان-۲۲ سان بِرن (معنی: سوزش آفتاب) نام اختصاری ناتو برای موشک ضد کشتی ساخت شوروی است.
این موشک، از جمله موشک‌های بسیار قدرتمند جهان است که توسط شوروی سابق و به منظور مقابله با قدرت راداری ناوهای آمریکایی ساخته شده است.
ناتو این موشک را «اس اس-ان-۲۲ سان‌برن» می‌نامد اما روسیه به عنوان کشور سازنده، این موشک را «موسکیت» نامگذاری کرده است. بنام "خا-۴۱" نیز شناخته میشود.
طبق اطلاعات منتشره، هم‌اکنون فقط چهار کشور روسیه، هند، چین و ایران دارای این موشک هستند. برخی منابع خبری نیز، ویتنام را کشور پنجمی می‌دانند که به این موشک مجهز است.
سان برن، یک موشک ضد کشتی است که می‌تواند یک کلاهک ۳۴۰ کیلوگرم را در حدود ۱۶۰ کیلومتر حمل کرده و به هدف اصابت کند؛ این موشک قابلیت شلیک از زیردریایی، ساحل و ناوهای جنگی را داشته و مدلی از آن نیز هواپایه شده و امکان شلیک از جنگنده‌ها را داراست.
موشک‌های هواپایه سان‌برن در ابتدای شلیک، توسط سیستم خلبان خودکار هدایت می‌شوند ولی در عین حال، این امکان هم وجود دارد که در صورت لزوم، مسیر حرکت موشک توسط خلبان جنگنده تصحیح شود. در مرحله نهایی نیز، رادار موشک فعال شده و تا اصابت آن به هدف، رادار موشک، آن را هدایت می‌کند.
مقابله با این موشک بسیار سخت است و اکثر سپرهای موشکی جهان به علت سرعت زیاد، ارتفاع پروازی کم، خاصیت پنهان‌کاری، سیستم هدایت ماورای دید، امکان هدایت با ماهواره ، امکان مقابله با آن را ندارند.
طول این موشک ۹ متر و وزن آن ۴۵۰ کیلوگرم است و سرعتی معادل سه ماخ داشته و برد نهایی آن ۲۵۰ کیلومتر اعلام شده است. این موشک با استفاده از رادار کنترل و هدایت می‌شود و امکان فعال‌کردن کنترل ماهواره‌ای روی آن نیز وجود دارد.
طبق اطلاعات منتشر شده درباره این موشک ضدکشتی، سرعت سان برن ۲۴۰۰ کیلومتر در ساعت است.
سرعت این موشک با در اختیار یک پیشران اصلی و چهار بوستر یا همان پیشران کمکی، به شکل قابل ملاحظه‌ای افزایش یافته است. سان برن از سوخت جامد برای حرکت استفاده می‌کند.
اهداف سان‌برن فرصت چندانی برای فرار از آن ندارند؛ علتش آن هم سرعت بسیار بالای موشک است.
به طور مثال، ناوی که در فاصله ۱۰ کیلومتری از محل استقرار این موشک است، از زمان شلیک موشک، فقط ۱۰ ثانیه فرصت دارد که سامانه‌های الکترونیکی ضدموشکی و آتشبارهای خود را فعال کند و قطعا فرصت ۱۰ ثانیه‌ای برای فعال کردن سپر دفاع موشکی (غالب ناوهای غول‌پیکر و کشتی‌ های جنگی دارای سپر دفاع موشکی هستند)، فرصت بسیار کمی است.
موشک سان‌برن ۱۰۲۰ متر در هر ثانیه، سرعت دارد که در حوزه موشک‌های ضدکشتی، سرعتی بسیارخوب عالی محسوب می‌شود.
- رقبای سان‌برن:

اگزوسه (ساخت فرانسه) و هارپون (ساخت آمریکا)، رقبای اصلی سان‌برن هستند اما با این وجود، سان برن به علت ویژگی‌های مهم به‌خصوص سرعت بسیار بالا (معادل ۱۰۲۰ متر در هر ثانیه)، چهار برابر سریعتر و شناخته شده‌تر موشک ضدکشتی جهان شمرده می‌شود.
ایران، قبل از وقوع انقلاب اسلامی سفارش خرید چندین فروند از موشک هارپون را به آمریکا داد و تعداد محدود ۱۴ تیره از این موشک را دریافت کرد و پس از وقوع انقلاب اسلامی و در جریان یک عملیات دریایی در جنگ تحمیلی، این موشک‌ها را استفاده کرد.
- سرعت هارپون، ۲۴۰ متر در هر ثانیه اعلام شده که این سرعت، تقریباً یک چهارم سرعتی است که موشک سان‌برن روسیه دارد.
- موشک اگزوسه نیز، یک موشک ضدکشتی است که رسانه‌های جهان، ایران را یکی از دارندگان این موشک می نامند. برد عملیاتی این موشک حداکثر ۷۰ کیلومتر عنوان شده است.

## سان برن و ایران
دریابان علی شمخانی وزیر دفاع وقت ایران در سال 2001 به روسیه سفر کرده و با مقامات این کشور دیدار و از نزدیک درباره مسائل مختلف گفت‌وگو کرده بود.
یکی از مهمترین دیدارهای شمخانی، دیدار با وزیر دفاع وقت این کشور بود.
اندکی پس از انجام این سفر، رسانه‌ها از امضای یک توافق میان ایران و روسیه خبر دادند که براساس آن، ایران سفارش ساخت تعدادی از موشک‌های سان‌برن احتمالا ۱۰ تیر موشک را به روسیه داده بود.
ایران تاکنون در هیچ رزمایشی از سان برن استفاده نکرده و هیچ مقامی درباره در اختیار داشتن یا نداشتن چنین موشکی صحبت نکرده است اما رونمایی از قدرتمندترین موشک ضدکشتی جهان توسط ایران، برای هر کشور متجاوزی بسیار هراس‌آور خواهد بود چرا که این موشک به علت سرعت بسیار زیاد، رادارگریز بودن، حرکت در ارتفاع پایین و قدرت انفجاری بسیار بالا و چندین و چند مؤلفه دیگر، جزو موشک‌هایی محسوب می‌شود که ردگیری و یا ایجاد انحراف در مسیر آن، تقریباً غیرممکن است.
سانبرن یا خا-۴۱ در ابتدا به دو موشک که از یکدیگر جدا هستند اطلاق شد.گرچه این دو موشک با یکدیگر تفاوت زیادی دارند اما تشخیص دادن آنها از یکدیگر بسیار سخت و دشوار است زیرا دستگاه پرتابگر آنها یکسان است.این سرگیجگی در مورد این دو موشک با تصمیم شوروی مبنا بر دادن مخلوطی از دو موشک مطابق کلاس کشتی، بدتر شد.این کارها به این علت انجام می‌شد تا معلوم نشود که این دو موشک، جدا از یکدیگرند؛ و این حقیقت تا سقوط شوروی آشکار نشد.

## راکت چلومی
یکی از دو اس اس-ان-۲۲، موشک پی-۸۰ زابر ولادیمیر چلومی بود.این موشک توسط راکت به جلو می‌رود و مجهز به کلاهک جنگی ۲۵۰ کیلو گرمی است و توسط ناوشکن ساورمنی و رزمناو تارانتول، حمل می‌شود.نوع زیردریایی پرتاب این موشک، به اختصار ناتو، اس اس-ان-۲۲ نام گرفته‌است.

## کشورهای کاربرنده
- ایران
- روسیه
- جمهوری خلق چین
- ویتنام